# Jamie Gittens
Jamie Bynoe-Gittens, född 8 augusti 2004, känd som Jamie Gittens, är en engelsk professionell fotbollsspelare som spelar som ytter för Bundesliga-klubben Borussia Dortmund. 

## Karriär

### Tidig Karriär
Gittens föddes i Reading, Berkshire, och började sin karriär i det lokala laget Caversham Trents vid fem års ålder, och stannade tills han var sju. Kort därefter gick han till Reading, och tillbringade även en tid med Chelsea. Som U9-spelare valde han att stanna kvar i Reading, och stannade där tills han var U14, då han valde att skriva på för Manchester City.

### Borussia Dortmund
Efter två år i Manchester flyttade Gittens till Tyskland 2020 för att skriva på för Borussia Dortmund. Hans karriär i Dortmund hämmades inte bara av COVID-19-pandemin, utan också av en ligamentskada som höll honom borta i ett antal månader. Säsongen 2021–22 blev dock mycket bättre för Gittens; anmärkningsvärda prestationer i UEFA Youth League, där han gjorde sex mål på fyra matcher, inklusive två mot Manchester United, gav honom en uppringning till Marco Roses A-lagstrupp.
Gittens debuterade i Bundesliga i en 6–1-seger över Wolfsburg den 16 april 2022. Den 12 augusti 2022 gjorde han sitt första Bundesligamål i en 3–1-bortaseger mot SC Freiburg. Den 16 augusti skrev han på ett nytt kontrakt till juni 2025. Den 15 februari 2023 gjorde han sin Champions League-debut, då han kom in från bänken i den 79:e minuten i en 1–0-seger över Chelsea i åttondelsfinalens första match, men Borussia Dortmund gick inte vidare till kvartsfinal.
Den 28 november 2023 gjorde Gittens sitt första Champions League-mål och gav en assist i en 3–1-seger borta över Milan, vilket säkrade kvalificering till slutspelet. Dortmund nådde UEFA Champions League-finalen 2024 på Wembley, där Gittens dök upp som en sen avbytare och ersatte sin landsman Jadon Sancho i den 87:e minuten. Efter att ha kämpat med skador under sina två första säsonger var säsongen 2023–24 Gittens första i Dortmund där han förblev skadefri och gjorde 25 framträdanden i Bundesliga.
I augusti 2024 meddelade Dortmund att han skulle spela under efternamnet "Gittens", snarare än "Bynoe-Gittens" som han tidigare använt. Gittens förklarade att hans far hade föreslagit det eftersom det är kortare, även om båda delarna av namnet kommer från hans far. På öppningsdagen av Bundesliga 2024–25 gjorde Gittens två mål som inhoppare och gav Dortmund en 2–0-seger över Eintracht Frankfurt, i den nya tränaren Nuri Şahins första ligamatch. I öppningsmatchen av Dortmunds Champions League-säsong 2024–25 kom Gittens återigen in från bänken för att göra två mål och utsågs till matchens spelare i en 3–0-seger borta mot Club Brugge.
I slutet av Januari 2025 fick Nuri Şahin sparken och ersattes av Niko Kovač. Gittens, som spelade dag ut och dag in skulle nu finnas mer på bänken i andra halvan av säsongen. Han gjorde endast 1 mål från att Sahin fick sparken.

### Chelsea
Den 28 juni 2025 stod det klart att Gittens närmade sig Chelsea. Summan ska vara värd £55.5m (€65m).

## Landslagskarriär
Gittens har representerat England på ett flertal ungdomsnivåer. Han är av barbadisk härkomst och har dubbelt medborgarskap.